# Pseudotrochalus chrysomelinus
Pseudotrochalus chrysomelinus är en skalbaggsart som beskrevs av Gerstaecker 1867. Pseudotrochalus chrysomelinus ingår i släktet Pseudotrochalus och familjen Melolonthidae. Inga underarter finns listade i Catalogue of Life.